# Stochastic
Stochastic je jedním z ukazatelů technické analýzy. Patří do skupiny oscilátorů, kde měří rychlost pohybu a směr změny ceny finančního instrumentu. Oscilátor vyvinul Dr. George Lane v 50. letech. Stochastic je tzv. leading indikátor, který dává signál dříve než se změní samotná cena instrumentu. Oscilátor stochastic dává velmi dobré signály v netrendovém trhu, kdy se ceny aktiva drží v tzv. range pásmu.